# Municipio de Johnson (condado de Washington, Arkansas)
El municipio de Johnson (en inglés: Johnson Township) es un municipio ubicado en el condado de Washington en el estado estadounidense de Arkansas. En el año 2010 tenía una población de 3937 habitantes y una densidad poblacional de 262,76 personas por km².

## Geografía
El municipio de Johnson se encuentra ubicado en las coordenadas 36°7′46″N 94°11′16″O / 36.12944, -94.18778. Según la Oficina del Censo de los Estados Unidos, el municipio tiene una superficie total de 14.98 km², de la cual 14.85 km² corresponden a tierra firme y (0.86%) 0.13 km² es agua.

## Demografía
Según el censo de 2010, había 3937 personas residiendo en el municipio de Johnson. La densidad de población era de 262,76 hab./km². De los 3937 habitantes, el municipio de Johnson estaba compuesto por el 85.17% blancos, el 2.72% eran afroamericanos, el 0.89% eran amerindios, el 4.17% eran asiáticos, el 0.41% eran isleños del Pacífico, el 4.14% eran de otras razas y el 2.51% pertenecían a dos o más razas. Del total de la población el 9.47% eran hispanos o latinos de cualquier raza.